# 사천 해전
사천 해전(泗川海戰)은 1592년 음력 5월 29일 사천에서 일어난 해전이다. 이때 일본 수군 13척이 전멸되었고 거북선이 최초로 실전에 투입되었다.

## 개요
1592년 음력 5월 7일 옥포해전을 시작으로, 옥포, 합포, 적진포에서 42척의 전선을 격침당한 왜군은 큰 손실에도 불구하고, 서해안으로 북상을 기도하였다. 1592년 7월 8일(음력 5월 29일) 이순신은 판옥선 40여 척을 거느리고 거제를 출발하여 노량에서 경상우수사 원균과 합류하여 사천 선창에 있는 일본군의 정보를 물어 사천으로 추격하였다.
왜군은 사천으로 상륙하여 배는 산 밑에 매어두고 산위에 진을 치고, 기다리고 있었다. 해안가에 정박하고 있던 이순신은 단병접전의 불리함을 극복하기 위해 처음으로 유인작전을 사용하게 된다. 육지에 대기 중이던 왜군이 승선하여 조선 수군 함대를 쫓아오자 바다에서 뱃머리를 돌려 반격으로 나섰다.
거북선 돌격장인 이언량, 이기남이 거북선을 지휘을 하고 돌격하며 일본 수군 사이로 헤집고 다니자 판옥선들이 후미에서 화포 공격을 하며 그 뒤를 따랐다. 결과는 적 함대 13척 모두 격침.
이순신은 이 전투에서 왼쪽 어깨에 총을 맞지만, 마친 후 부하를 시켜 칼끝으로 총탄을 파내게 하였다고 한다.
이 전투의 결과 일본 수군은 패하여 부산과 거제도로 도망하여 들어가서 나오지 않았다. 선조는 이 전투의 승리로 이순신에게는 정2품인 정헌대부(正憲大夫)의 벼슬을 하사하였고, 이억기와 원균은 종2품인 가선대부(嘉善大夫)로 승진하였다.
여담으로 이 전투에 참전한 일본군 선박 13척은 '누각과 같이 생긴'이라는 말이 장계에 있어서 모두 아다케부네로 보는 사람들도 있으나, 아다케부네가 일본에서 매우 희소한 함선이었음을 고려하면 좀 큰 세키부네나 아니면 그냥 누각처럼 생긴 세키부네였을 확률이 높다.

## 유적지
현재 경상남도 사천시 용현면 선진리성은 당시 일본군들이 배를 정박하고 조선군에 대항하기 위해 쌓은 왜성이다. 또한 이곳은 돌격선인 거북선이 최초로 사용된 곳이기도 하다.

## 같이 보기
- 옥포 해전
- 징비록